# Seeball

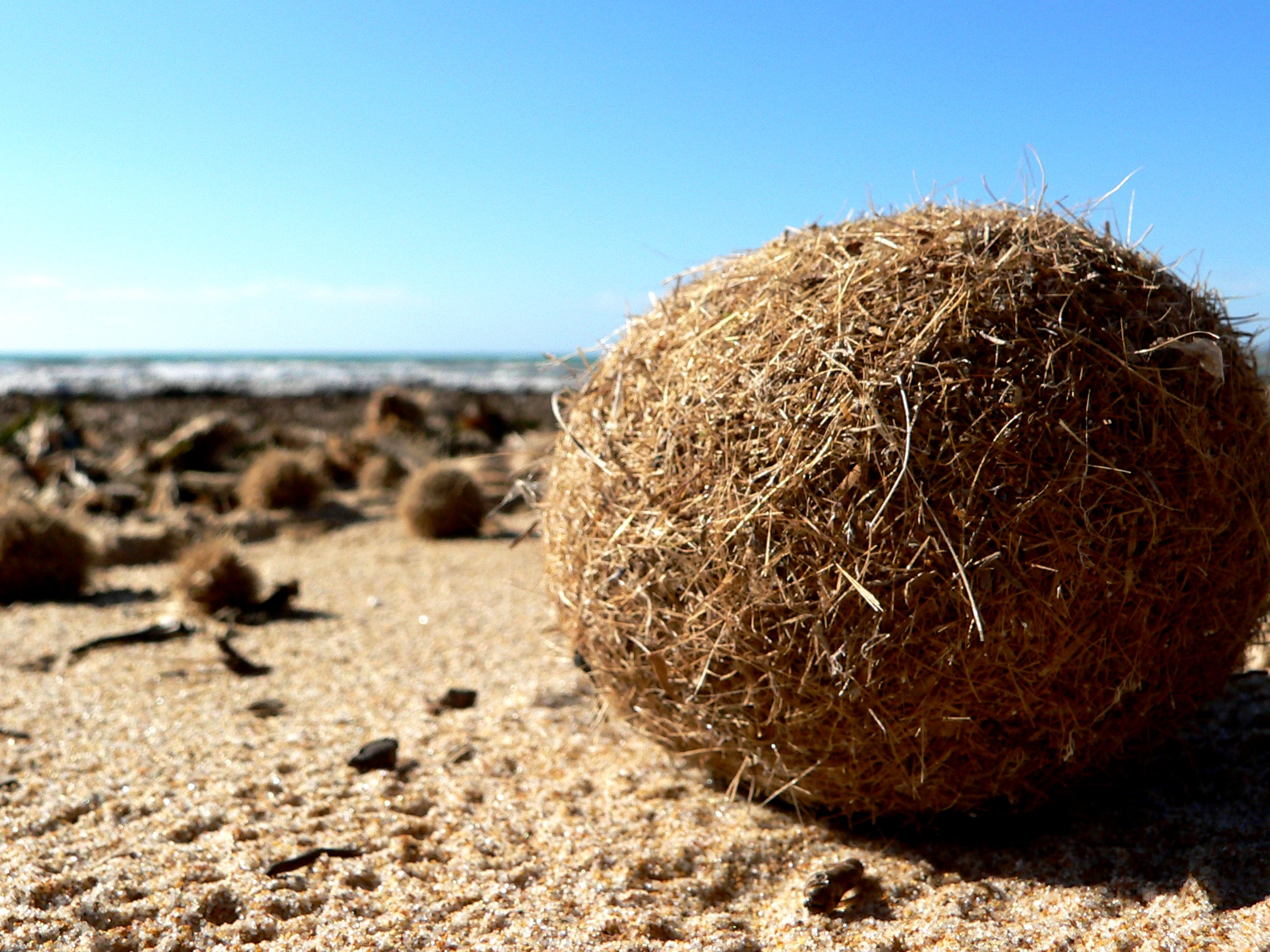
Seebälle am Strand

Seebälle oder Meerbälle bzw. Neptunbälle (Pillae marinae) sind meist runde, faserig-filzige Gebilde, die weltweit an Stränden zu finden sind, wo sie besonders nach Frühjahrs- und Herbststürmen massenhaft auftreten können. Sie bilden sich aus dem durch die Wasserbewegung herausgerissenen Rhizomgeflecht von Seegras, dessen Fasern auf dem Sandboden durch Wellen und Strömungen hin und her bewegt werden und so kugelig miteinander verfilzen. An Mittelmeerstränden findet man häufig eigroße Seebälle aus den abgestorbenen Pflanzenteilen des Neptungrases, die deshalb auch als Neptunbälle bezeichnet werden.
Während im Mittelmeer Posidonia oceanica die Hauptquelle bildet, werden im Asowschen Meer Seebälle von Zostera marina gebildet.
Seebälle können je nach Umständen und vorkommender Seegras-Art sehr unterschiedlich groß sein – meist zwischen Münz- und Tennisballgröße. In Edgartown, Massachusetts wurde ein länglicher sea ball von rund 45 Zentimetern Durchmesser gefunden.
Bruno Schröder unterscheidet unechte Seebälle, die aus abgestorbenem Pflanzenmaterial bestehen und nicht weiter wachsen und die heute meistens mit dem Begriff Seeball gemeint sind, von echten Seebällen wie der Aegagropila linnaei, die trotz der Ballform lebende Organismen sind.
Bei Untersuchungen der Bälle fand eine Meeresbiologin von der Universität Barcelona, dass sie inzwischen zahlreiche Plastikteile in sich tragen. Durch diese Eigenschaft transportieren sie jährlich schätzungsweise 900 Millionen Plastikteilchen aus dem Meer an den Strand.

## Kulturgeschichte
Erste Beschreibungen von Seebällen erscheinen bereits 1216 durch maurische Gelehrte in Andalusien, die an deren medizinischer Wirkung interessiert waren. Im 16. Jahrhundert findet sich die Bezeichnung Paleae marinae („Meerballen“), bei denen es sich laut Zekert um faustgroße, ballartige, geruch- und geschmacklose Massen pflanzlicher Herkunft handelt, etwa als vom Meer angespülte Knäuel aus Pflanzenteilen, Muscheln usw.
In der Oeconomischen Encyclopädie (1773 bis 1858) wird vom damaligen Handel mit Meerbällen zu medizinischen Zwecken berichtet: „Er wird in dem mittelländischen Meere häufig gefunden, und von Venedig zu uns gebracht, wiewohl er auch in dem Ocean, ja wohl gar in stehenden Wassern anzutreffen ist. Was er sey, und woher er entstehe, darüber sind die Meynungen so verschieden als zweifelhaft. Einige meinen, er sey gemacht, andere, er sey ein geronnener Meerschaum, und wieder andere, er werde in dem Magen eines Fisches aus den Zasern des verzehrten Schilfs erzeugt, welcher letzteren Meynung die mehrsten zugethan sind. Man mißt ihnen einigen arzneylichen Nutzen bey, und deswegen werden sie von den Droguisten und Apothekern geführt; heutiges Tages aber gebraucht man sie wenig mehr.“ Bruno Schröder zufolge verwendete man sie wegen ihres Jodgehalts primär gegen Kröpfe, aber auch gegen Hautkrankheiten.
Auch im 19. Jahrhundert war die Ansicht verbreitet, Seebälle entstünden im Magen von Fischen durch das Schlucken von unverdaulichem Seegras, ähnlich wie Bezoare, die sich aus unverdauten Haaren in Tiermägen bilden können. Georg Hieronymus Welsch (1624–1677) bezeichnete solch einen Bezoar als Ægagropilus. Auf Carl von Linné geht dann der Begriff Ægagropila für Seebälle zurück, im Italienischen ist heute noch der Begriff Egagropili für Seebälle gebräuchlich. Allerdings wurde bereits im Repertorium für die Pharmacie von 1851 beschrieben, dass die Meerballen aus abgestorbenem Seegras bestehen.

Bildergalerie
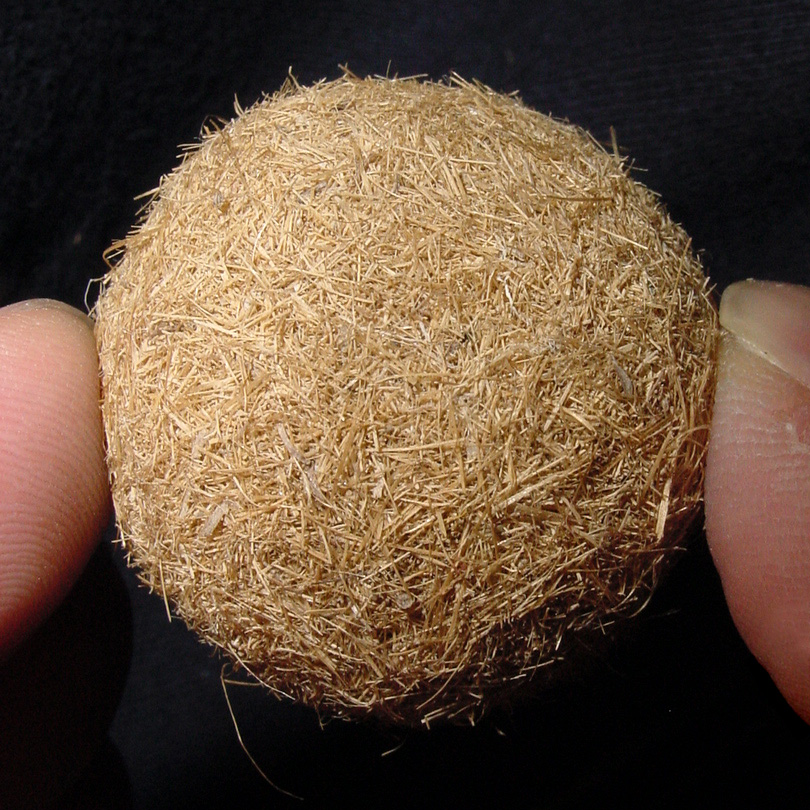
Ein kleinerer Seeball
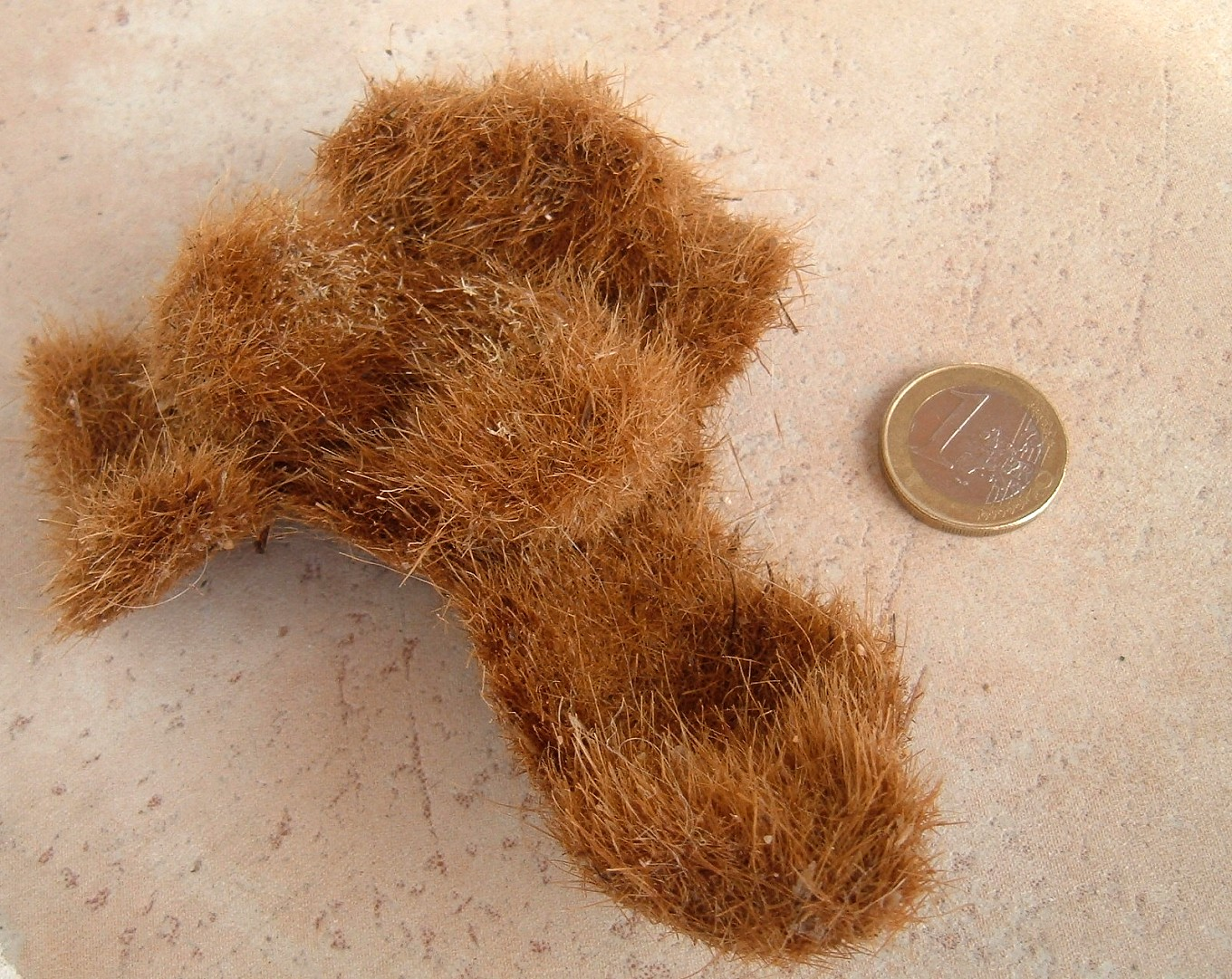
Zerpflückter Seeball
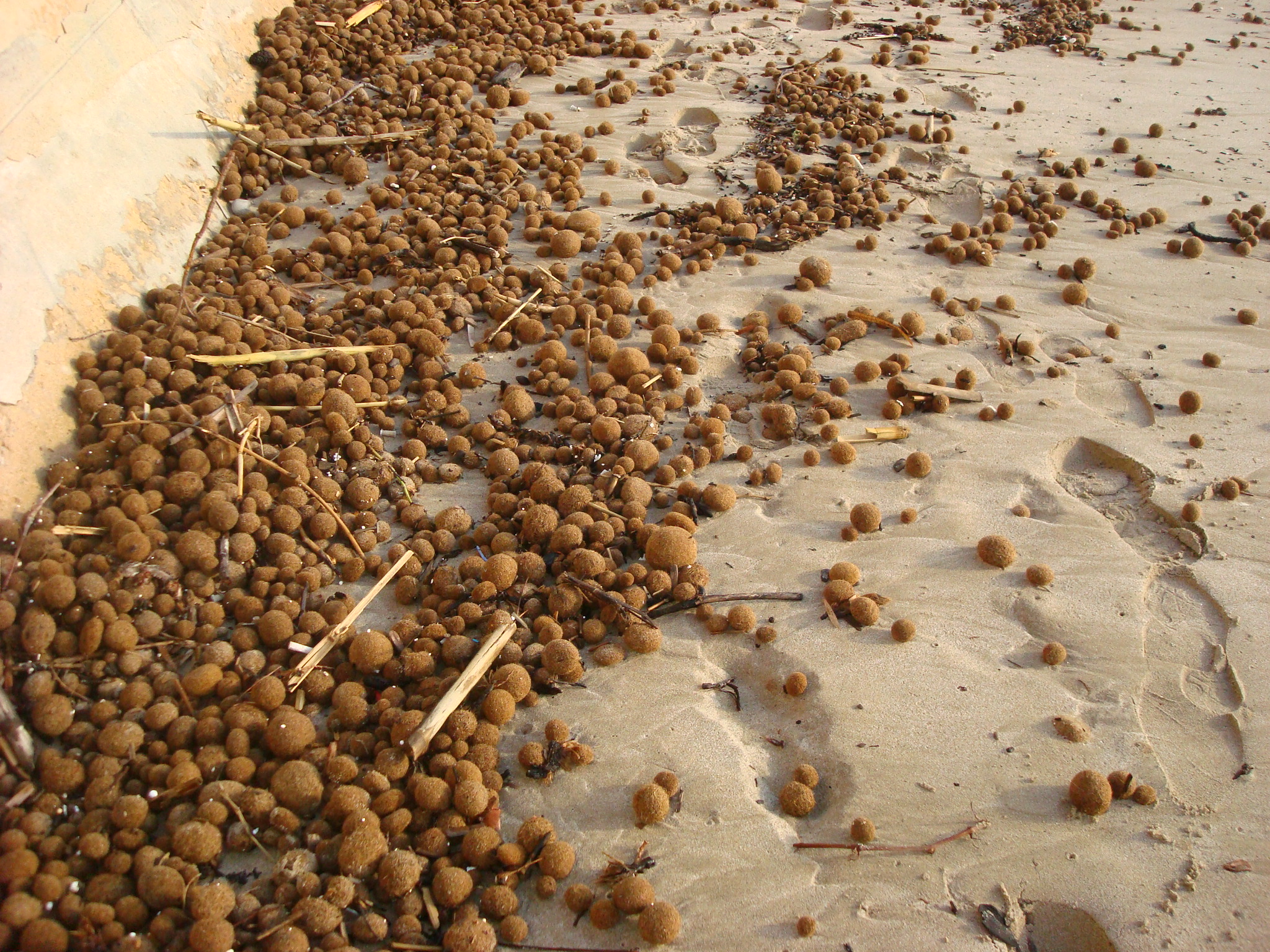
Seebälle treten gelegentlich in Massen am Strand auf
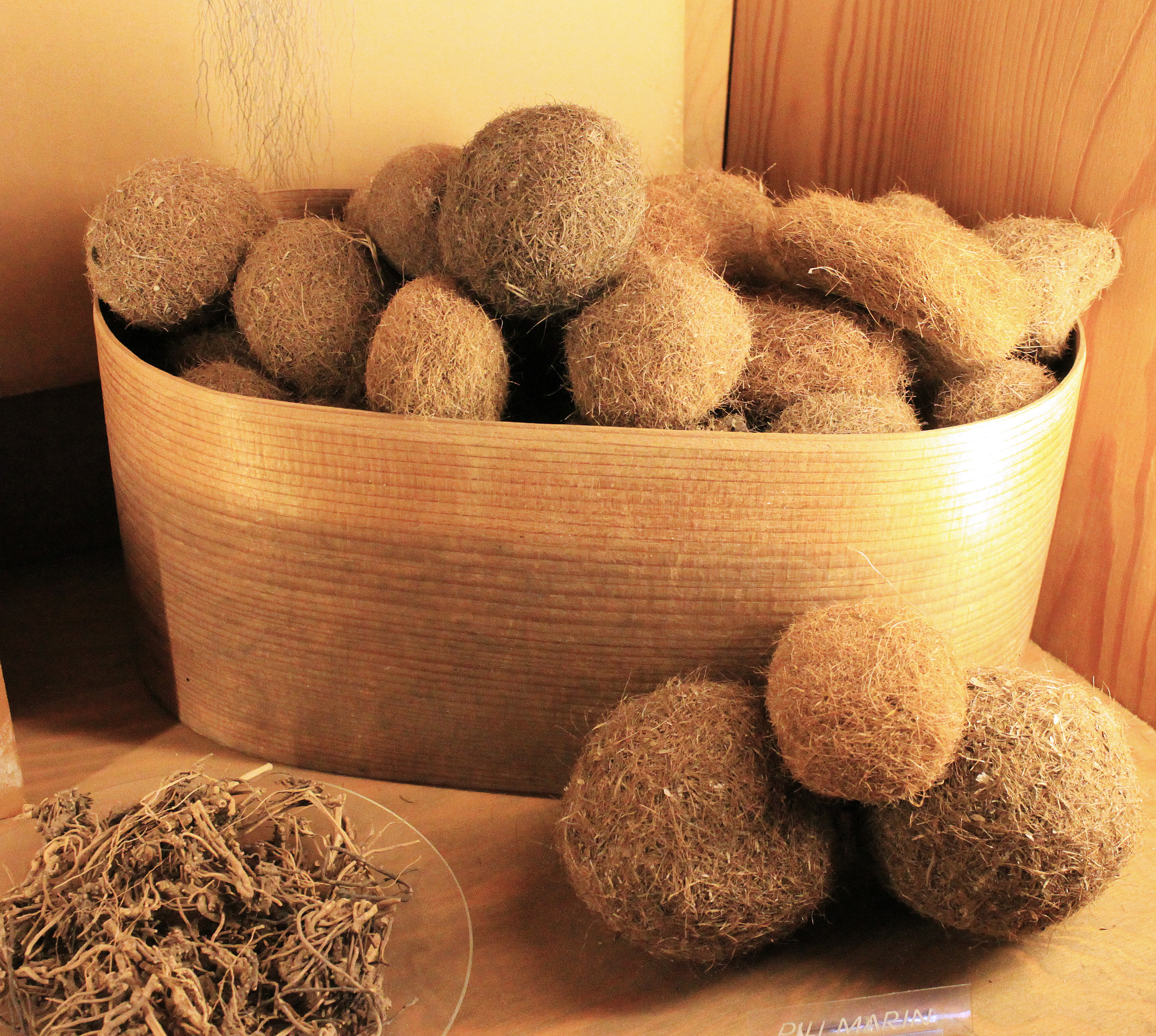
Seebälle in einer historischen Apothekersammlung